# 前川道郎
前川 道郎（まえかわ みちお、1931年6月22日 - 2000年11月10日）は、日本の建築学者・建築史家。専門は、西洋建築史・建築学。工学博士。京都大学名誉教授、九州大学名誉教授。
フランスのゴシック建築を中心とする西洋中世建築の空間論的研究に取り組むとともに、ゴシック建築および空間論に関する海外の主要な著作を日本に紹介し、ゴシック建築研究の第一人者と目された。また、晩年には、プロテスタントにおける教会建築の研究にも関心を向けた。

## 略歴
- 1931年 大阪に生まれる
- 1954年 京都大学工学部建築学科卒業
- 1960年 京都大学大学院工学研究科建築学専攻博士課程修了
- 1961年 京都大学教養部助教授
- 1978年 京都大学教養部教授
- 1982年
  - 京都大学名誉教授
  - 九州大学工学部建築学科教授
- 1995年
  - 九州大学を定年退官、九州大学名誉教授
  - 大阪産業大学工学部環境デザイン学科教授
- 2000年 肺癌のため逝去[1]

## 著作

### 著書
- 「図形と投象」（1979年 朝倉書店）- 宮崎興二と共著
- 「ゴシックと建築空間」（1978年 ナカニシヤ出版）
- 「建築行脚9 凍れる音楽 シャルトル大聖堂」（1983年 六耀社）- 磯崎新、篠山紀信と共著
- 「新建築学大系 6 建築造形論」（1985年 彰国社）- 共著
- 「地域の文化財 21世紀の思索」（1986年 九州大学出版会）- 共著
- 「ゴシックということ」（1992年 学芸出版社）
- 「図学ノート（第2版）」（1995年 ナカニシヤ出版）- 玉腰芳夫と共著
- 「聖なる空間をめぐる フランス中世の聖堂」（1998年 学芸出版社）
- 「建築的場所論の研究」（1998年 中央公論美術出版）- 共著、編集
- 「教会建築論叢」（2002年 中央公論美術出版）

### 訳書
- ジークフリート・ギーディオン「建築、その変遷 古代ローマの建築空間をめぐって」（1978年 みすず書房） - 玉腰芳夫と共訳
- O.G.フォン・ジムソン「ゴシックの大聖堂 ゴシック建築の起源と中世の秩序概念 」（1985年 みすず書房）
- アーウィン・パノフスキー「ゴシック建築とスコラ学」（1987年 平凡社／2001年 筑摩書房（ちくま学芸文庫））
- クリスチャン・ノルベルグ＝シュルツ「建築の世界 意味と場所」（1991年 鹿島出版会） - 前田忠直と共訳
- ジョーゼフ・リクワート「『まち』のイデアローマと古代世界の都市の形の人間学」（1991年 みすず書房） - 小野育雄と共訳
- ロン・R・シェルビー「ゴシック建築の設計術 ロリツァーとシュムッテルマイアの技法書」（1990年 中央公論美術出版） - 谷川康信と共訳
- ハンス・ゼーデルマイヤ「大聖堂の生成」（1995年 中央公論美術出版） - 黒岩俊介と共訳
- ルイ・グロテッキ「図説世界建築史8 ゴシック建築」（1997年 本の友社） - 黒岩俊介と共訳
- クリスチャン・ノルベルグ＝シュルツ「西洋の建築 空間と意味の歴史」（1998年 本の友社）
- ハンス・ヤンツェン「ゴシックの芸術 大聖堂の形と空間」（1999年 中央公論美術出版）
- パウル・ティリッヒ「芸術と建築について」（1999年 教文館）